# 唇齿螺科
唇齿螺科（學名：Chilodontaidae）是一種主要由深海的小型海螺分類學科，分佈於印度太平洋區。按2005年的《布歇特和洛克羅伊的腹足類分類》是古腹足總目陀螺總科的腹足綱軟體動物。2017年新的分類，本科改屬陀螺目；同時避免學名與另一種魚類相同而從Chilodontidae改為Chilodontaidae。

## 分類學
唇齿螺科在舊有的分類屬於蜑形總目珍珠蜑螺目的蜑螺總科（Neritoidea）。

### 2005年分類
根據布歇特和洛克羅伊的腹足類分類 (2005年)，本分類包括了以下三個亞科：
- 唇齿螺亚科 Chilodontainae Wenz, 1938
- 白鐘螺亞科 Calliotropinae Hickman & McLean, 1990[4]
- Cataeginae McLean & Quinn, 1987

### 2017年分類
2007年，狩野泰則 (2007)發表了一份有關陀螺總科基於分子系统发生学的研究，有關古腹足類的系统发生学及其物種之交配器的演化。基於這份研究，Kano et al. (2009)將上述除唇齿螺亚科以外的兩個亞科都提升至科級。這些改變都反映到2017年《布歇特等人的腹足類分類》。

### 屬
以下為綜合了WoRMS、《布歇特和洛克羅伊的腹足類分類 (2005年)》及 Herbert (2012)紀錄屬於本科的屬：
- Agathodonta Cosman, 1918
- Ascetostoma Herbert, 2012
- Chilodonta Etallon, 1862
- Clypeostoma Herbert, 2012
- Danilia Brusina, 1865
- Dentistyla Dall, 1889
- 真蹄螺属 Euchelus Philippi, 1847
- 多子螺属（英语：Granata (gastropod)） Granata（英语：Granata (gastropod)） Cotton, 1957[10]
- Herpetopoma Pilsbry, 1889
- Hybochelus Pilsbry, 1889
- Mirachelus Woodring, 1928
- Nevillia H. Adams, 1868
- Pagodatrochus Herbert, 1989
- 攀氏螺屬 Perrinia H. & A. Adams, 1854
- Pholidotrope Herbert, 2012
- Tibatrochus Nomura, 1940
- 土耳其螺屬 Turcica H. Adams & A. Adams, 1854
- Vaceuchelus Iredale, 1929

被認為是其他屬的異名的屬
- Craspedotus Philippi, 1847: synonym of Danilia Brusina, 1865
- Heliciella O.G. Costa, 1861: synonym of Danilia Brusina, 1865
- Huttonia Kirk, 1882被認為是Herpetopoma Pilsbry, 1890的同種異名。
- Olivia Cantraine, 1835: synonym of Danilia Brusina, 1865

## 外部連結
- Photos of shells in Chilodontidae（页面存档备份，存于）